# Lycée berlinois du Monastère franciscain
Le lycée berlinois du Monastère franciscain (en allemand : Evangelisches Gymnasium zum Grauen Kloster) est le plus ancien gymnasium de Berlin. C'est un lycée d'études classiques et l'un des plus prestigieux en Allemagne. À l'origine situé dans les lieux d'un ancien couvent à Berlin-Mitte, il s'est déplacé à Berlin-Schmargendorf, au Hohenzollerndamm, à cause de la destruction du bâtiment pendant la Seconde Guerre mondiale.

## Histoire
L'école a été fondée sous le nom de lycée berlinois du monastère franciscain le 13 juillet 1574 comme premier gymnasium de Berlin, ouvert aux garçons. Après le bombardement du bâtiment scolaire en 1943, l'école a déménagé à plusieurs reprises et a trouvé une nouvelle maison à Wilmersdorf en 1963.

## Particularités
L'Evangelisches Gymnasium zum Grauen Kloster est une des dernières écoles de Berlin qui offre toute la gamme de l'éducation classique où le latin et le grec ancien sont obligatoires. Les étudiants apprennent des langues étrangères dans cet ordre: l'anglais, le latin, le grec ancien, le français (facultatif). En outre, il est possible d'apprendre l'hébreu et le néerlandais.

## Activités périscolaires
Le groupe de débat a gagné plusieurs concours oratoires, intitulés en allemand Jugend debattiert.

## Anciens élèves célèbres
- Johann Quistorp l'Ancien (de) (1584–1648), théologien
- Johann Crüger (1598–1662), compositeur
- Sigismund Streit (1687–1775), marchand
- Franz Caspar Schnitger (de) (1693–1729), facteur d'orgues
- Alexander Gottlieb Baumgarten (1714–1762), philosophe
- Gottlob Burchard Genzmer (de) (1716–1771), théologien
- Samuel Buchholtz (de) (1717–1774), théologien
- Christian Gottlieb Friedrich Stöwe (de) (1756–1824), astronome
- Wilhelm Jakob Wippel (de) (1760–1834), pédagogue
- Johann Stephan Gottfried Büsching (1761–1833), bourgmestre-gouverneur de Berlin
- Friedrich August von Stägemann (1763–1840), homme d'État
- Johann Gottfried Schadow, (1764–1850), architecte
- Reinhold von Krockow (de) (1767–1821), militaire
- Christian Friedrich Gottlieb Wilke (de) (1769–1848), compositeur
- Friedrich Ludwig Jahn, (1778–1852), "le père de la gymnastique"
- Karl Friedrich Schinkel, (1781–1841), architecte
- Wilhelm von Pochhammer (de) (1785–1856), général
- Alexander von der Marwitz (de) (1787–1814), noble
- Karl Ludwig Christian Rümker (1788–1862), astronome
- Ernst Wilhelm Bernhard Eiselen (de) (1793–1846), pédagogue
- Wilhelm Ribbeck (de) (1793–1843), militaire
- Louis Henri Fontane (de) (1796–1867), apothicaire, père de Theodor Fontane
- Eduard Gans (1797–1839), juriste
- August Ludwig Christian Kavel (de) (1798–1860), théologien
- Wilhelm Stier (de) (1799–1856), architecte
- Eduard Grell (1800–1886), compositeur
- Adolf Sydow (de) (1800–1882), théologien
- Karl Steinhart (de) (1801–1872), philologue
- Heinrich Theodor Rötscher (de) (1802–1871), écrivain
- Otto Jacobi (de) (1803–1855), juriste
- Rudolf Ludwig Decker (1804–1877), éditeur
- Philipp Phoebus (de) (1804–1880), médecin
- August Seebeck (1805–1849), physicien
- Friedrich von Maltzahn (de) (1807–1888), homme politique
- Heimann Wolff Berend (de) (1809–1873), chirurgien
- Gustav Julius (de) (1810–1851), journaliste
- Carl Mayet (1810–1868), joueur d'échecs
- Julius Friedländer (1813–1884), numismate
- Ernst Siegfried Köpke (1813-1883), philologue
- Johann Georg Halske, (1814–1890), ingénieur
- Otto von Bismarck, (1815–1898), homme politique
- Moritz von Blanckenburg (1815–1888), homme politique
- Heinrich Ernst Beyrich (1815–1896), géologue
- Julius Springer (1817–1877), éditeur
- Wilhelm Stieber (1818–1882), espion
- Gustav Ludwig August Fleischauer (de) (1819–1891), président du Sénat
- Hermann Wilhelm Ebel (1820–1875), celtologue
- Julius Beer (de) (1822–1874), médecin
- Theodor Wendisch (1824-1892), lithographe
- Robert Zelle (1829–1901), homme politique
- August Zillmer (de) (1831–1893), mathématicien
- Gustav Bellermann (de) (1838–1918), écrivain
- Ferdinand Bünger (de) (1838–1924). pédagogue
- Emil Rathenau (1838–1915), ingénieur
- Franz Hilgendorf (de) (1839–1904), zoologue
- Paul Langerhans (1847–1888), biologiste
- Henri James Simon (1851–1932), entrepreneur
- Paul Schuppan (de) (1852–1929), architecte
- Emil Hallensleben (de) (1867–1934), homme politique
- Paul Hirsch (de) (1868–1940), ministre-président
- Richard Siegmann (de) (1872–1943), homme politique
- Max Epstein (de) (1874–1948), écrivain
- Herman Nohl (de) (1879–1960), pédagogue
- Eduard Spranger (1882–1963), philosophe
- Hans Georg Dehmelt, (1922-2017), physicien
- Hermann Prey, (1929–1998), baryton
- Lothar de Maizière, (né en 1940), politicien
- Ulrich Matthes, (né en 1959), acteur
- Florian Henckel von Donnersmarck, (né en 1973), réalisateur

## Anciens professeurs
- Johann-Georg Ebeling (1637–1676), compositeur
- Johann Andreas Christian Michelsen (de) (1749–1797), mathématicien
- Karl Philipp Moritz (1756–1793), poète
- Georg Ludwig Spalding (1762–1811), philologue
- Friedrich Schleiermacher, (1768–1834), théologien et philosophe
- Christian Gottfried Daniel Stein (de) (1771–1830), géographe
- Ludwig Friedrich Heindorf (de) (1774–1816), philologue
- Johann August Zeune (1778–1853), géographe
- Karl Giesebrecht (de) (1782–1832), écrivain
- August Böckh (1785–1867), philologue
- Fooke Hoissen Müller (de) (1798–1856), mathématicien
- Eduard Grell (1800–1886), compositeur
- Eduard Bonnell (de) (1802–1877), philologue
- Gustav Kramer, (1806-1888), philologue
- Wilhelm Pape (de) (1807–1854), philologue
- Johann Gustav Droysen, (1808-1884), historien
- August Nauck (de) (1822–1892), philologue
- Heinrich Bellermann (1832–1903), compositeur
- Wilhelm Wilmanns (de) (1842–1911), germaniste
- Karl Schwering (de) (1846-1925), mathématicien
- Fritz Kränzlin (1847–1934), botaniste
- Hans Meyer (de) (1849–1913) pédagogue
- Max Ruge (de) (1853–1893), député du Reichstag
- Paul Viereck (de) (1865–1944), philologue
- Ernst Samter (de) (1868–1926), philologue